# Epizeuxis terrebralis
Epizeuxis terrebralis är en fjärilsart som beskrevs av Barnes och Mcdunnough 1912. Epizeuxis terrebralis ingår i släktet Epizeuxis och familjen nattflyn. Inga underarter finns listade i Catalogue of Life.